# Anthicus maritimus
Anthicus maritimus är en skalbaggsart som beskrevs av Leconte 1851. Anthicus maritimus ingår i släktet Anthicus och familjen kvickbaggar. Inga underarter finns listade i Catalogue of Life.